# Orvin
Orvin (toponimo francese; in tedesco Ilfingen, desueto) è un comune svizzero di 1 204 abitanti del Canton Berna, nella regione del Giura Bernese (circondario del Giura Bernese).

## Storia
Nel 1880 la località di Pré de Macolin, fino ad allora frazione di Orvin, è stata assegnata al comune di Evilard.

## Monumenti e luoghi d'interesse

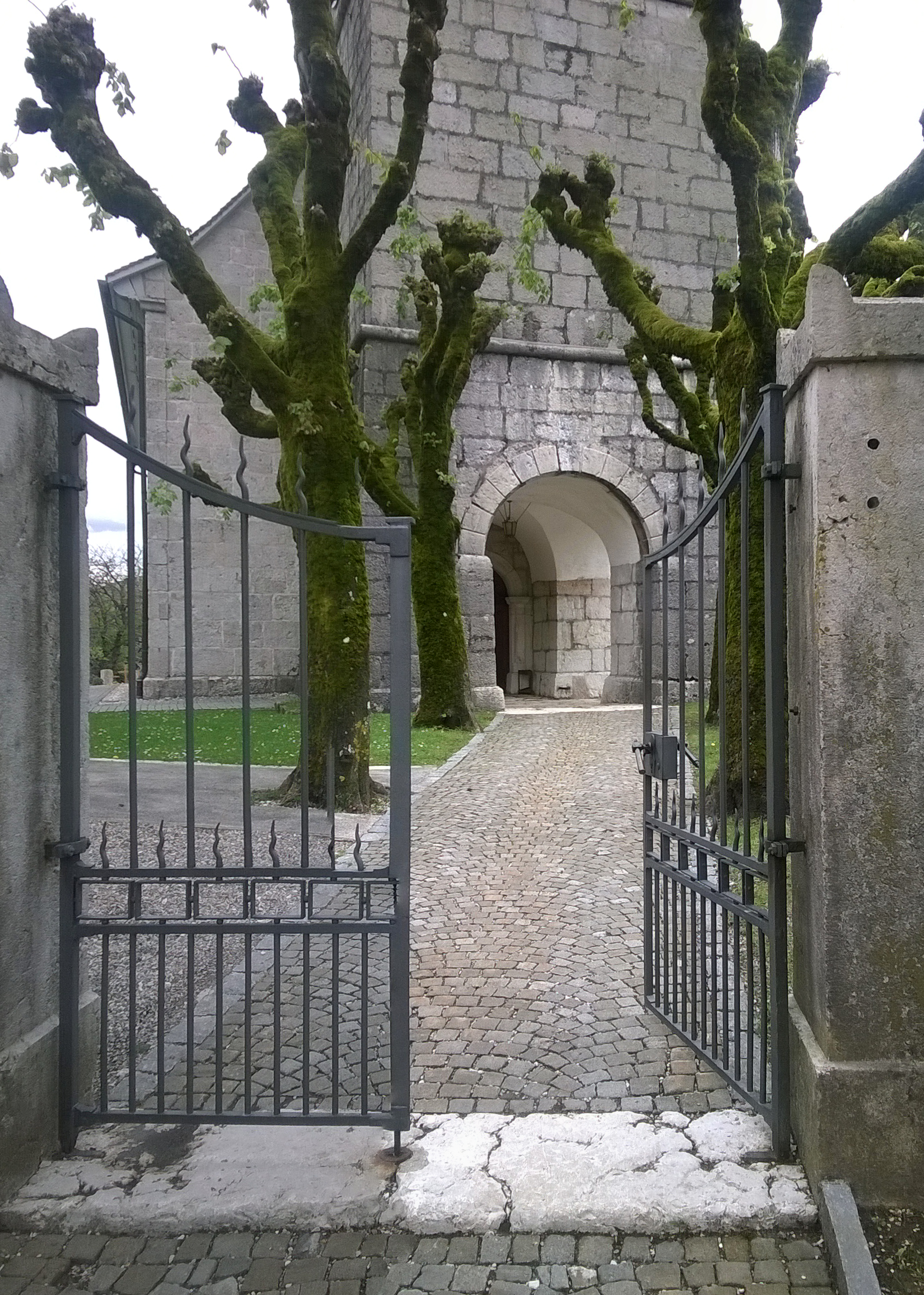
La chiesa riformata

- Chiesa riformata, ricostruita nel 1722[1].

## Società

### Evoluzione demografica
L'evoluzione demografica è riportata nella seguente tabella:
Abitanti censiti

## Economia
La frazione Les Pres-d'Orvin è una stazione sciistica sviluppatasi a partire dagli anni 1950.

## Amministrazione
Ogni famiglia originaria del luogo fa parte del cosiddetto comune patriziale e ha la responsabilità della manutenzione di ogni bene ricadente all'interno dei confini del comune.